# Sernhac
Sernhac is een gemeente in het Franse departement Gard (regio Occitanie). De plaats maakt deel uit van het arrondissement Nîmes. Sernhac telde op 1 januari 2022 1.816 inwoners.

## Geografie
De oppervlakte van Sernhac bedroeg op 1 januari 2022 8,93 vierkante kilometer; de bevolkingsdichtheid was toen 203,4 inwoners per km².

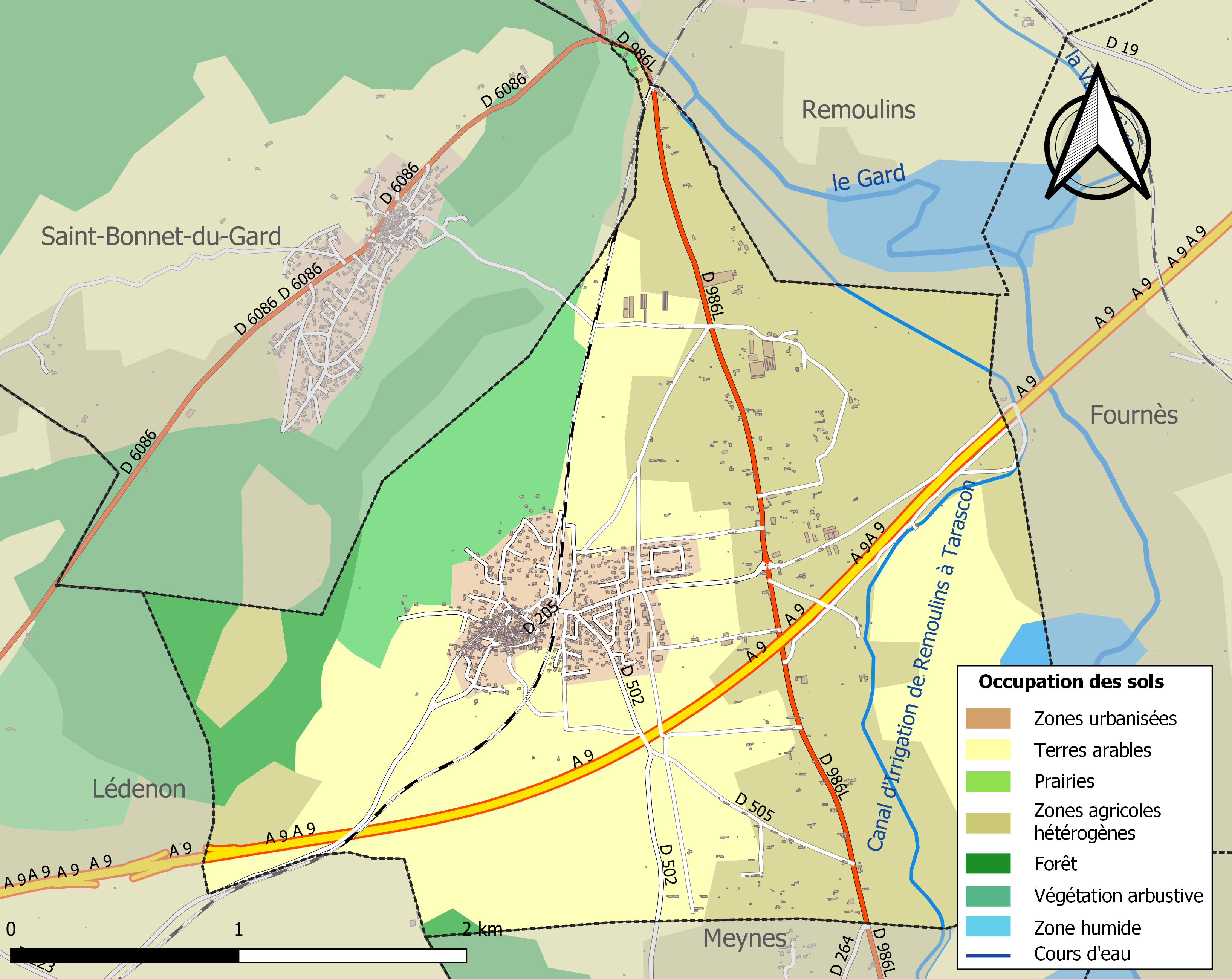
Kaart van de gemeente met belangrijkste infrastructuur, bodemgebruik en omliggende gemeenten

## Demografie
Onderstaande figuur toont het verloop van het inwonertal (bron: INSEE-tellingen).